# Steve Feak
Steve Feak, được biết đến với biệt danh Guinsoo, là một nhà thiết kế trò chơi người Mỹ, từng thiết kế Defense of the Ancients – một custom map của Warcraft III: The Frozen Throne và DotA Allstars. Anh hiệu chỉnh các phiên bản cho DotA, làm tiền đề cho các tựa game MOBA hiện đại.
Hiện Steve làm việc cho Riot Games và là nhà thiết kế trò chơi Liên Minh Huyền Thoại.
Biệt danh của anh xuất hiện trong các tựa game anh tham gia thiết kế dưới dạng vật phẩm. Trong Liên Minh Huyền Thoại, đó là Guinsoo's Rageblade. Trong DotA, đó là Guinsoo's Scythe of Vyse.

## DotA Allstars

Một đoạn đường chính (mid lane) trong DotA Allstars

Bản đồ Defense of the Ancient ban đầu được tạo bởi một nhà thiết kế khác là Eul cho Warcraft III: Reign of Chaos nhưng không bao giờ được chuyển sang Warcraft III: The Frozen Throne. Vì vậy, nhiều nhà thiết kế khác đã tạo ra phiên bản của họ cho bản mở rộng Warcraft III theo bản đồ của Eul, sử dụng bố cục ba làn đường (lanes) của Eul làm cơ sở. Sau đó, nhà thiết kế Meian đã tạo ra phiên bản DotA của riêng mình, trong đó Meian tập hợp một số heroes (tướng) từ tất cả các bản đồ khác. Phiên bản này được gọi là "Allstars". Vì lý do này, ngay sau khi phát hành, custom map Allstars trở thành phiên bản phổ biến nhất của DotA.
Sự phát triển của DotA Allstars sau đó đã được chuyển cho Ragn0r, sau khi Ragn0r rời đi, Steve "Guinsoo" Feak trở thành người hiệu chỉnh chính. Guinsoo đã thêm một hệ thống công thức cho các vật phẩm để ghép các mảnh đồ để nâng cấp chúng ngày càng mạnh hơn trong game. Guinsoo cũng tạo ra một boss chính trong bản đồ được gọi là Roshan (được đặt tên theo quả bóng bowling của Guinsoo).
Guinsoo sau này cho biết khi anh bắt đầu phát triển Allstars, anh không biết rằng trò chơi của mình sẽ trở nên phổ biến như thế nào trong tương lai (được chơi bởi 10 triệu game thủ).
Guinsoo bắt đầu phát triển DotA Allstars từ năm 2004 đến năm 2005 (với phiên bản cuối cùng là 6.01). Anh sau đó đã tuyển dụng Icefrog (nhà phát triển chính của DotA và Dota 2 hiện tại) để hỗ trợ lập trình vào năm 2005. Cuối năm đó, Guinsoo rời dự án và chuyển vị trí nhà phát triển chính cho Neichus, người tiếp tục phát triển với IceFrog.

## Liên Minh Huyền Thoại
Riot tuyển dụng Guinsoo để phát triển Liên Minh Huyền Thoại – một tựa game MOBA tương tự DotA.
Ở Riot, Guinsoo đã ghi dấu ấn của mình trong game với vật phẩm "Cuồng đao Guinsoo" - Guinsoo's Rageblade. Với cái tên này, Dota 2 đã xóa tên Guinsoo khỏi vật phẩm Guinsoo's Scythe Of Vyse với lý do bản quyền.

## Học vấn
Steve "Guinsoo" Feak theo học ngành khoa học máy tính tại Đại học Wisconsin, Hoa Kỳ.